# Gëzim Qëndro
Gëzim Qëndro (ur. 22 grudnia 1957 w Tiranie, zm. 27 lutego 2018) – albański pedagog, krytyk, tłumacz i historyk, autor kilku monografii z dziedziny historii oraz teorii sztuki. Przetłumaczył łącznie 14 publikacji o tematyce historii, teorii oraz filozofii sztuki.

## Życiorys
W latach 1982–1992 pracował jako malarz i reżyser filmów animowanych dla Kinostudia Shqipëria e Re. W 1992 roku reprezentował Albanię podczas Międzynarodowego Festiwalu Filmów Animowanych w Annecy, wyjechał do Amsterdamu, gdzie przez cztery lata studiował pedagogikę na Academie voor Beeldende Vorming.
W latach 1997–2002 pełnił funkcję dyrektora Narodowej Galerii Sztuki w Tiranie; wówczas był również kuratorem wystaw Surrealizmi socialist, Homo Socialisticus, Post EVA, Nostalgji, Glocal oraz In & Out. Założył oraz kierował działającym w latach 1998-2001 czasopismem PamorART. Sponsorował również odbywający się w latach 1997-2001 międzynarodowy konkurs sztuki współczesnej Onufri.
W 2009 roku obronił doktorat na Université Paris VIII. Pracował w Tiranie jako wykładowca na Uniwersytecie Sztuk, Uniwersytecie Nowojorskim, Akademii Filmu i Multimediów „Marubi” oraz na Uniwersytecie „Polis”, gdzie był profesorem nadzwyczajnym teorii i krytyki sztuki, które wykładał na kierowanej przez siebie Katedrze Sztuki i Projektowania; pracował jako wykładowca również na Wydziale Sztuki Uniwersytetu w Prisztinie.

## Filmografia[1]
- Parulla (1991)

## Prace[1]
- Gjuha pamore (2013; I część)

### Monografie
- Rexhep Ferri (2010)
- Arkeologjia e mëngjesit (2012)
- Le Surrealizme socialiste - l’autopsie de l’utopie (2014)
- Heronjtë janë të uritur (2015)
- Kinostudioja Shqipëria e vjetër – ose Aventura seminale e gjurmës (2017)